# Молох (ящірка)
Молох (Moloch horridus) — єдиний представник роду Молох з родини Агамових. Інша назва «колючий диявол».

## Походження назви
Вперше цю ящірку привезли до Європи в 1840 р., і тоді ж дослідник Джон Грей, вражений дивовижним виглядом цієї істоти, назвав її Moloch horridus — «молох страшний», на ім'я язичницького божества Молоха, якому, за переказами, приносили людські жертви і яке стало символом зла.

## Опис
У цієї ящірки маленька вузька голова, щільний розширений тулуб, потужні лапи з короткими пальцями і невеликий хвіст, що тупо закінчується. Усе тіло тварини, від кінчика носа до кінчика хвоста і пальців, вкрито потужними шипами — шкірними виростами, оточеними зміненими роговими щитками. Особливо великі колючки розташовуються з боків подушкоподібного виросту на верхній стороні шиї ящірки, а також з боків голови і над кожним оком. Молох тривалий час може жити без води, маючи гідроскопічну шкіру.
Загальні розміри не перевищують 10-12 см при вазі від 50 до 100 г. Забарвлений молох не яскраво, але дуже вишукано. Верхня половина тіла у нього може бути коричнево-жовтою, каштаново-бурою або червонувато-оранжевою. По середині спини і з боків проходять вузькі, вохристо-жовті смуги, що місцями розширюються в ромби. Нижня частина тіла «колючого диявола» світла, з неправильним малюнком з поздовжніх і поперечних темних смуг. Колір тіла молоха здатний мінятися в залежності від освітленості і температури навколишнього середовища. У нічні та ранкові години, коли температура повітря у літній австралійській пустелі не перевищує 30 °C, забарвлення ящірки темніше, ніж вдень, на спеці. Зміна відтінків може відбуватися буквально за кілька хвилин. На сонці або в тіні ящірка набуває того відтінку, який дозволяє їй стати менш помітною на тлі ґрунту.

## Спосіб життя
Поширений молох в сухих районах на півдні і південному заході Австралії, де зустрічається в піщаних пустелях з незначною рослинністю. При небезпеці опускає голову і ховає її між передніми лапами, виставляючи вперед колючкувату «подушку» на шиї. З боків від неї розташовані плями, що імітують очі, так що створюється видимість рогатої голови, яка набагато більша за справжню. Крім того, під час нападу ворога молох здатний заковтувати повітря і надуватися, сильно збільшуючись в розмірах і розставляючи в сторони свої колючки. Таке перетворення бентежить хижака, а для змій, які ковтають свою жертву цілою, роздутий і покритий колючками, що стирчать, молох стає просто недоступною здобиччю.
Веде малорухливий спосіб життя, переміщуючись в межах вибраної ділянки зі стороною приблизно 6-10 м. На цій території розташовується кілька кущиків, під одним з яких ящірка влаштовує собі постійний притулок — нору. Крім того, на території ділянки, яку молох вибирає собі для проживання, обов'язково має проходити кілька мурашиних стежок.
Харчується виключно мурашками, як правило, дрібних видів. Зголодніла ящірка сідає на мурашинії стежці і методично відправляє комах, що біжать по ній собі до рота. За хвилину «колючий диявол» може зловити від 20 до 50 маленьких мурашок, а за один сніданок поглинає їх від кількох сотень до 2,5 тис.
Ніч і особливо жаркі денні години ящірка проводить у себе в норі. Крім кущиків, які служать прикриттям від сонця і хижаків, на ділянці молоха є і особливі місця, які використовуються як туалети — «колючий диявол» дуже акуратна тварина.
У холодний зимовий час і в найбільш спекотні літні місяці ці ящірки практично не виходять зі своїх нір. І лише протягом короткого періоду навесні, коли наступає пора розмноження, молохи змінюються й починають активно переміщуватися в пошуках партнера. Самці при цьому можуть проходити відстань в цілий кілометр!
Це яйцекладна ящірка. До кінця грудня самки відкладають яйця у спеціально вириті для цієї мети нори. Яєць в кладці зазвичай від 3 до 10. Завершивши кладку, ящірка засипає вхід у гніздо піском і потім ретельно видаляє всі сліди, що ведуть до нори. На таке маскування у деяких самок йде ціла ніч. Дитинчата з'являються через 4 місяці довжиною 6 мм і вагою менше 2 г. Зростають маленькі молохи досить повільно — на те, щоб досягти розмірів дорослих ящірок, в них іде близько 5 років. Загалом молох живе до 12 років.

## Розповсюдження
Мешкає у західній та центральній Австралії.